# Castilfrío de la Sierra
Castilfrío de la Sierra é um município da Espanha na província de Sória, comunidade autónoma de Castela e Leão, de área 12,16 km² com população de 28 habitantes (2006) e densidade populacional de 2,22 hab/km².

## Demografia
| Variação demográfica do município entre 1991 e 2004 | Variação demográfica do município entre 1991 e 2004 | Variação demográfica do município entre 1991 e 2004 | Variação demográfica do município entre 1991 e 2004 |
| --------------------------------------------------- | --------------------------------------------------- | --------------------------------------------------- | --------------------------------------------------- |
| 1991                                                | 1996                                                | 2001                                                | 2004                                                |
| 36                                                  | 39                                                  | 26                                                  | 27                                                  |